# إميل فيليانن
إميل فيليانن هو سياسي فنلندي، ولد في 10 أغسطس 1874 في Mouhijärvi ‏ في فنلندا، وتوفي في 20 يناير 1954 في تامبيري في فنلندا. نشط حزبياً في الحزب الاشتراكي الديمقراطي الفنلندي. وقد انتخب عضو برلمان فنلندا ‏.